# Quetalco
Quetalco (Del mapudungun khthralco: aguas cálidas.) es un pequeño villorrio ubicado a 12 kilómetros al norte del pueblo de Dalcahue, en la Isla Grande de Chiloé, Región de Los Lagos, Chile. Se encuentra ubicado entre las localidades de Chovi San Juan al este, Quíquel al suroeste, el canal Dalcahue al sur y la ruta W-195 al norte.
Cuenta con una población rural de 1.163 habitantes.

## Historia
En febrero de 1712, Quetalco fue uno de los dos lugares de Chiloé donde instalaron su campamento los rebeldes huilliches, y de donde se iniciarían las incursiones armadas contra los encomenderos españoles.
En un censo realizado por la misión circular de los misioneros jesuitas entre septiembre de 1734 y abril de 1735 se indica que para ese periodo había 35 familias en Quetalco con un total de 245 habitantes.

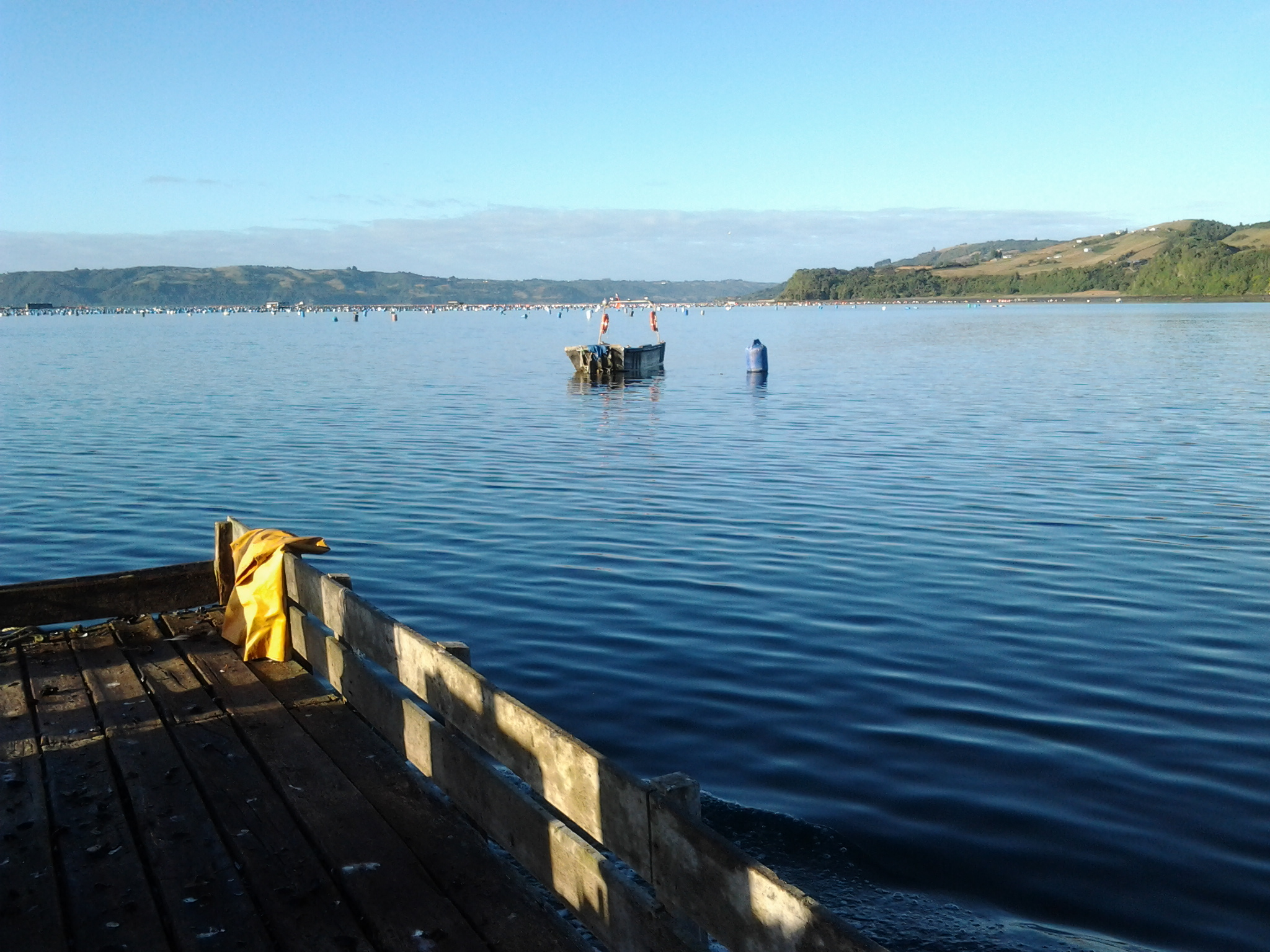
Cultivos de choritos y centro de cultivo de salmones en Quetalco

De acuerdo a la tradición, la bruja Chillpila que enfrentó en competencia de brujería al géografo español José de Moraleda en 1787 en Tenaún, era habitante de Quetalco.
Su iglesia construida a mediados del siglo XIX, fue erigida de acuerdo a los parámetros establecidos por la Escuela chilota de arquitectura religiosa en madera y es Monumento Nacional de Chile desde 2021. Está caracterizada por estar recubierta en tejuelas de alerce y al igual que casi todas las iglesias tradicionales de Chiloé, está compuesta por un edificio rectangular con techo a dos aguas y un pórtico con arcos falsos y una torre-campanario, la cual tiene dos cuerpos, una base cuadrangular y un cuerpo octogonal.
Entre fines del siglo XIX y comienzos del siglo XX Quetalco adquiere una gran relevancia, pues era lugar de embarque de madera, existiendo también uno de los almacenes más grandes de la Provincia de Chiloé (Tienda Aguilar). Esta localidad fue una de las primeras en tener correo y telégrafo, prestando un amplio servicio a aquellos habitantes alejados de los mayores centros urbanos de la época (Castro y Ancud).
Actualmente las actividades económicas giran en torno al mar, siendo la de mayor importancia los cultivos marinos de choritos y abulones, seguida por la industria salmonera.